# آنگلرودا
آنگلرودا (به آلمانی: Angelroda) یک شهر در آلمان است که در ایلم-کرایس واقع شده‌است. آنگلرودا ۴۳۴ نفر جمعیت دارد.